# Tristana
«Tristana» — песня французской певицы Милен Фармер, которая стала четвёртым синглом с её дебютного альбома «Cendres de Lune». Вышла в феврале 1987 года, достигнув седьмой позиции во французском чарте. Продажи в 1987 году составили не менее 200 тысяч копий.
Видеоклип, снятый режиссёром Лораном Бутонна, идёт на русском языке с французскими титрами (сама Фармер и другие актеры, кроме Ивченко, говорят с сильным акцентом). Сюжетная линия основана на сказке «Белоснежка» (а также «Сказке о мёртвой царевне и семи богатырях») и событиях Октябрьской революции 1917 года. Персонажами клипа являются девушка Тристана (Милен Фармер), влюблённый в неё красноармеец Расукин (Владимир Ивченко), Злая царица (Софи Телье), монах (Саша Прийович), семь гномов (которых играют карлики) и трое казаков. В клипе использована архивная кинохроника с выступлениями Ленина, разгоном демонстраций. Тристана умирает на фоне портрета Карла Маркса, забрызганного кровью. Затраты на съёмки видеоклипа составили 450 тысяч франков.
Как свидетельствует надпись перед началом клипа, ролик посвящён отцу Милен, Максу Готье, который скончался за несколько месяцев до съёмок.